# Монов, Николай Алексеевич
Николай Алексеевич Монов (17 января 1972) — российский и молдавский борец греко-римского стиля, призёр чемпионата мира, чемпион Европы, обладатель Кубка мира в команде, чемпион России, Заслуженный мастер спорта России. Старший тренер сборной России по греко-римской борьбе в возрасте до 21 года.

## Спортивная карьера
Школьные друзья уговорили его прийти на секцию борьбы, в Доме пионеров города Аксай, где занимался под руководством тренера Петра Ивановича Ткаченко. После трёх лет, проведенных в аксайской секции борьбы, Николай поступает в ростовскую школу-интернат спортивного профиля № 10, которая ныне является училищем олимпийского резерва, его тренером там был Ашот Мелконович Чубаров. В 1989 году в возрасте 17 лет он побеждает на первенстве СССР среди юношей, получив звание мастера спорта Советского Союза. В июле 1993 года стал бронзовым призёром первых игр Балтийского моря в Таллине. В 1994 году он завоевывает серебро чемпионата России, а следующем 1995 году становится чемпионом России, а затем побеждает на «Гран-при Поддубного» в Перми, после чего получает звание мастер спорта России международного класса. После окончания интерната с 1995 года  тренировался у заслуженного тренер России Сергея Буланова. В ноябре 1996 году в составе сборной России он впервые отправляется на Кубок мира в американский Колорадо-Спрингс, где становится серебряным призёром, как в личном зачёте, так и в составе сборной. В мае 1997 года в финском Коуволе на первом для себя чемпионате Европы стал победителем, одолев в финале титулованного турка Шерефа Эроглу. В сентябре того же 1997 года в финале чемпионата мира в польском Вроцлаве Эроглу взял реванш у Монова. В ноябре 1997 года Монов вновь становится серебряным призёром тегеранского Кубка мира как в индивидуальном зачёте, так и в команде, в 1997 году также стал серебряным призёром чемпионата мира среди военнослужащих. В мае 1998 года на чемпионате Европы в Минске Николай вновь встретился с Эроглу и одержал над ним победу, однако из-за судейских решений золотую медаль присудили турку. В этом же году он завоевал бронзовую медаль чемпионата России. В ноябре 2001 году во французском городе Леваллуа-Перре Монов внёс вклад в общекомандную победу сборной России на Кубке мира, завоевав бронзовую медаль. В 2002 году завершил выступления за сборную России и принял гражданство Молдавии. Дважды пытался пройти отборочный турнир на Олимпийские игры в Афины, но лицензию так и не завоевал, в том же 2004 году завершил спортивную карьеру.

## Спортивные результаты
- Чемпионат СССР среди юношей 1989 — ;
- Чемпионат России по греко-римской борьбе 1994 — ;
- Чемпионат России по греко-римской борьбе 1995 —
- Кубок мира по борьбе 1996 — ;
- Кубок мира по борьбе 1996 (команда) — ;
- Чемпионат Европы по борьбе 1997 — ;
- Чемпионат мира по борьбе 1997 — ;
- Чемпионат мира среди военнослужащих 1997 — ;
- Кубок мира по борьбе 1997 — ;
- Кубок мира по борьбе 1997 (команда) — ;
- Чемпионат России по греко-римской борьбе 1998 —
- Чемпионат Европы по борьбе 1998 — ;
- Кубок мира по борьбе 2001 — ;
- Кубок мира по борьбе 2001 (команда) — ;

## Личная жизнь
Имеет три высших образования: экономическое, юридическое и педагогическое.